# 백자 청화운룡문 병 (보물 제785호)
백자 청화운룡문 병(白磁 靑畵雲龍文 甁)은 서울특별시 용산구 한남동 삼성미술관 리움에 있는 조선시대의 백자이다. 1984년 8월 6일 대한민국의 보물 제785호로 지정되었다.

## 개요
백자 청화운룡문 병(白磁 靑畵雲龍文 甁)는 조선시대 만들어진 높이 5.3cm 아가리 지름 5.3cm 밑지름 7.7cm의 병으로 청화백자운룡문병(보물 제786호)과 한 쌍으로 발견되었다.
아가리는 밖으로 약간 벌어지고 몸체 아래쪽이 풍만하며, 목이 조금 길어 날렵하면서도 단아한 모양을 보이는 병으로, 궁중의 연례에 사용된 술병으로 보인다. 몸통 전면에 구름 속에서 3개의 발톱을 세우고 수염을 나부끼면서 여의주를 잡으려는 용을 그렸다. 이런 유형의 그림은 중국 명나라 전기 청화백자의 용무늬에서 따 온 것으로, 조선 중기 이후에 나타나는 표현과는 달리 매우 사실적이다. 다른 문양은 없이 굽다리 부분에만 한 줄의 가로줄을 돌려 마감하였다.
청화백자 중 용무늬가 있는 유일한 예로 16세기 전반의 작품으로 추정되며 경기도 광주의 국가에서 운영하는 가마에서 만들어진 것으로 보인다. 이 백자는 조선 초기의 전형적인 백자로서 도자기 연구에 중요한 자료이다.

## 같이 보기
- 백자 청화운룡문 병 (보물 제786호)

## 참고 자료
- 백자 청화운룡문 병 - 국가유산청 국가유산포털